# Bătălia de la Passchendaele
Bătălia de la Passchendaele a fost una din marile bătălii ale Primului Război Mondial, având loc între iulie și noiembrie 1917. Într-o serie de operațiuni, trupele Antantei sub comandă britanică au atacat armata germană. Bătălia a avut ca obiectiv controlul asupra satului Passchendaele (astăzi, Passendale) de lângă orașul Ypres din Flandra de Vest, Belgia. Obiectivele apărătorilor erau „uzarea inamicului” și „asigurarea coastei belgiene și conectarea cu frontiera olandeză”. Haig se aștepta la trei faze, capturarea dealurilor Passchendaele, înaintarea spre Roulers și Operațiunea Hush — o debarcare de amfibii combinată cu un atac de-a lungul coastei de la Nieuport. Ofensiva a servit și la distragerea atenției armatei germane de la francezii din Aisne, care sufereau din cauza revoltelor soldaților.